# ناوچه اسپانیایی نینفا (۱۷۹۵)
ناوچه اسپانیایی نینفا (۱۷۹۵) (به انگلیسی: Spanish frigate Ninfa (1795)) یک کشتی است.